# Oscar Ureña Garcia
Oscar Ureña Garcia   (Figueres, 31 de maig de 2003) és un futbolista català que representa internacionalment la República Dominicana. Actualment juga al Barcelona Atlètic.

## Carrera esportiva
De pare dominicà i mare catalana, Ureña va arribar al Girona en el segon any d'infantil procedent de la UE Figueres. Al planter del Girona FC va anar escalant categories fins que, el 2021, alternava partits del Girona FC B amb partit del primer equip. El 14 d'agost de 2021 va fer el seu debut com a professional jugant com a titular en la primera jornada de Segona Divisió, sent substituït en el minut 72 per Darío Sarmiento, el la victòria 2-0 contra la SD Amorebieta.
El 8 de febrer de 2022, Ureña va renovar contracte amb el club fins al 2025. El 16 de gener de l'any següent, fou cedit al FC Cartagena de segona divisió per la temporada.
El 14 d'agost de 2023, Ureña es va traslladar al CD Leganés, també de la segona divisió, cedit durant tota la campanya 2023–24. Aproximadament un any després, va signar un contracte de dos anys amb el FC Barcelona Atlètic.

## Internacional
El març de 2024, Ureña va ser convocat per la selecció nacional de futbol sub-23 de la República Dominicana.